# Dominic Raab
Pour les articles homonymes, voir Raab (homonymie).
Dominic Raab, né le 25 février 1974 dans le Buckinghamshire, est un homme politique britannique. Membre du Parti conservateur, il est à deux reprises vice-Premier ministre du Royaume-Uni, secrétaire d'État à la Justice et lord grand chancelier entre 2021 et 2023.
De 2010 à 2024, il siège à la Chambre des communes du Royaume-Uni, élu dans la circonscription Esher and Walton.
Il est secrétaire d'État à la Sortie de l'Union européenne en 2018, dans le second gouvernement de Theresa May. En 2019, il devient Premier secrétaire d'État et secrétaire d'État des Affaires étrangères et du Commonwealth dans les deux gouvernements de Boris Johnson.
En 2023, à la suite d’accusations de harcèlement moral et d'intimidations, il démissionne du gouvernement Sunak, quittant ainsi ses fonctions de vice-Premier ministre, de secrétaire d'État à la Justice et de lord grand chancelier.

## Biographie

### Jeunesse et études
Dominic Raab est le fils d'un réfugié tchèque, d'origine juive, arrivé en Angleterre en 1938 en raison de la politique expansionniste du Troisième Reich. Sous l'influence de sa mère, il est élevé dans l'anglicanisme. Il est diplômé en droit du Lady Margaret Hall de l'université d'Oxford et obtient ensuite un master de droit international à l'université de Cambridge.
Il rejoint le Bureau des Affaires étrangères et du Commonwealth (Foreign and Commonwealth Office) en 2000, qu'il conseille sur le conflit israélo-arabe, l'Union européenne et Gibraltar. Raab est également déployé à l'ambassade britannique à La Haye, où il dirige une équipe chargée de suivre et aider les avancées de la Cour pénale internationale (CPI) dans sa traque de fugitifs.

### Chambre des communes du Royaume-Uni
Après avoir travaillé à partir de 2006 avec les parlementaires David Davis et Dominic Grieve, il est élu à la Chambre des communes lors des élections générales de 2010, au titre de la circonscription d'Esher and Walton, dans le Surrey. Il est réélu en 2015 et 2017.

### Parcours ministériel

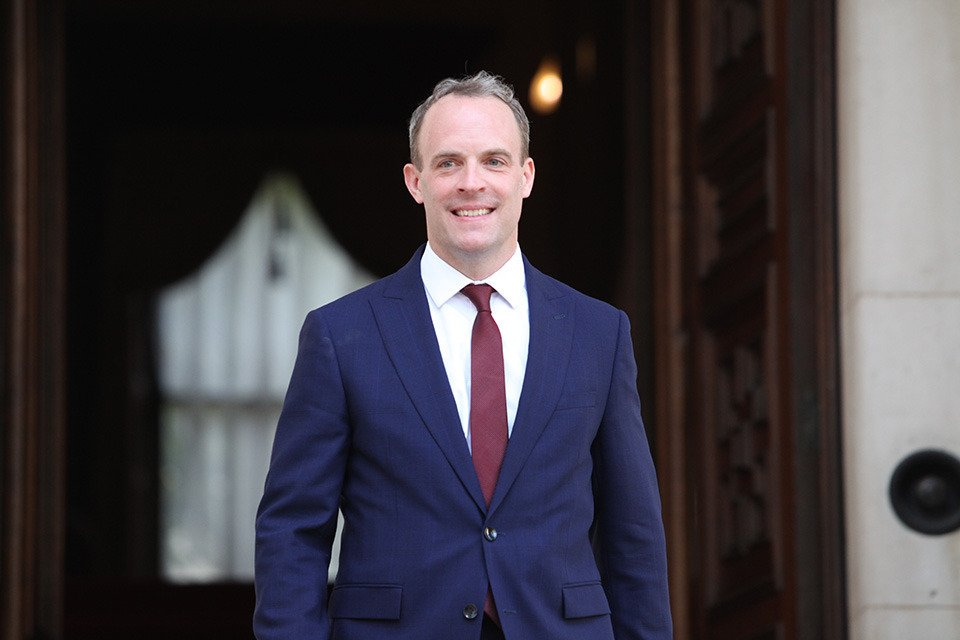
Dominic Raab en 2019.

Le 9 juillet 2018, il est nommé secrétaire d'État à la Sortie de l'Union européenne en remplacement de David Davis, démissionnaire la veille. Il démissionne le 15 novembre 2018, étant en désaccord avec l'accord conclu par Theresa May avec l'Union européenne au sujet du Brexit.
Candidat à l'élection à la direction du Parti conservateur de 2019, il est éliminé à l'issue du deuxième tour, avec 30 votes de députés sur 313. Décrit comme intelligent et sérieux, tenant d'une « droite musclée » mais orateur prudent, il est cependant peu apprécié au sein de son parti, où il est perçu comme « cassant, pète-sec et peu aimable » tout en entretenant trop d'arrière-pensées. Le 24 juillet 2019, il est nommé secrétaire d'État des Affaires étrangères et du Commonwealth et Premier secrétaire d'État par le nouveau Premier ministre, Boris Johnson. Il gère à ce titre les tensions diplomatiques avec l'Iran tout en travaillant à neutraliser son principal rival, Michael Gove, présumé responsable des rumeurs sur sa consommation de cocaïne qui ont entaché sa réputation.
Le 6 avril 2020, il remplace le Premier ministre Boris Johnson à sa demande, là où nécessaire, à la suite de l'hospitalisation de celui-ci pour Covid-19, mais sans disposer des mêmes pouvoirs.
Il plaide pour le renforcement de la puissance militaire du Royaume-Uni, ce qui conduit notamment le gouvernement à augmenter de 45 % ses stocks d’ogives nucléaires à partir de 2021, qu'il explique par la nécessité de « maintenir un niveau minimal et crédible de dissuasion » notamment face à la « menace » russe.
Il perd le ministère des Affaires étrangères à l'occasion d'un remaniement en septembre 2021. Il lui était notamment reproché son inaction lors de la crise afghane, restant en vacances en Crète lors de la prise de Kaboul par les Talibans. Il avait ensuite semblé rejeter sur l’armée la responsabilité des erreurs commises lors des évacuations, des milliers d’Afghans ayant travaillé pour les Britanniques n’ayant pas pu fuir. Il devient alors ministre de la Justice et vice-Premier ministre, une décision interprétée comme une sanction,.
À partir de fin 2022, Dominic Raab est accusé dans plusieurs enquêtes de presse de harcèlement à l'encontre de ses collaborateurs. Selon le journal The Guardian, le personnel du ministère décrit une « culture de la peur » au sein du service.
Il soutient Rishi Sunak durant toute sa campagne pour remplacer Boris Johnson à l’été 2022. Il le soutient à nouveau en octobre après le bref mandat de Liz Truss.
Le 21 avril 2023, il annonce sa démission de ses fonctions de vice-Premier ministre du Royaume-Uni, de secrétaire d'État à la Justice et de lord grand chancelier à la suite d’allégations d'intimidations confirmées dans un rapport indépendant confié au Premier ministre Rishi Sunak. Il déclare notamment dans sa lettre de démission : « J’avais demandé cette enquête et m’étais engagé à démissionner si elle établissait des faits de harcèlement, quels qu’ils soient. Je crois qu’il est important de respecter ma parole ». Sa lettre de démission ne comporte cependant aucun regret et affirme, au contraire, que son départ crée un précédent « dangereux pour la conduite d’un bon gouvernement ».

## Prises de position
Il est présenté par Les Échos comme un « pur produit des élites britanniques », d'orientation eurosceptique et libéral.
Raab est l'un des plus fervents partisans du Brexit, même s'il déclare qu'il faut « en prendre les risques au sérieux ». Il a fait partie du Comité de campagne du Parti Vote Leave (parti créé en faveur du Brexit), qui a emporté la majorité lors du référendum sur l'appartenance du Royaume-Uni à l'Union européenne.
Il est généralement considéré comme faisant partie de la tendance libérale du parti. En 2011, il qualifie cependant les féministes de « pénibles fanatiques » ou « pénibles bigottes » (« obnoxious bigots »).
Il se décrit comme un « ami » et un « grand partisan » d'Israël. Il apporte son soutien à ce pays lors des bombardements sur la bande de Gaza en mai 2021.